# Let Turkish Airlines 6491
Turkish Airlines let 6491 byl nákladní let operovaný pro společnost Turkish Cargo společností ACT Airlines z Hongkongu do Istanbulu s mezipřistáním v kyrgyzském Biškeku. Boeing 747-412F imatrikulace TC-MCL havaroval 16. ledna 2017 při pokusu o přistání v Biškeku v mlze a začal hořet. Při neštěstí zahynuli všichni čtyři členové posádky a nejméně 34 osob na zemi.

## Letoun

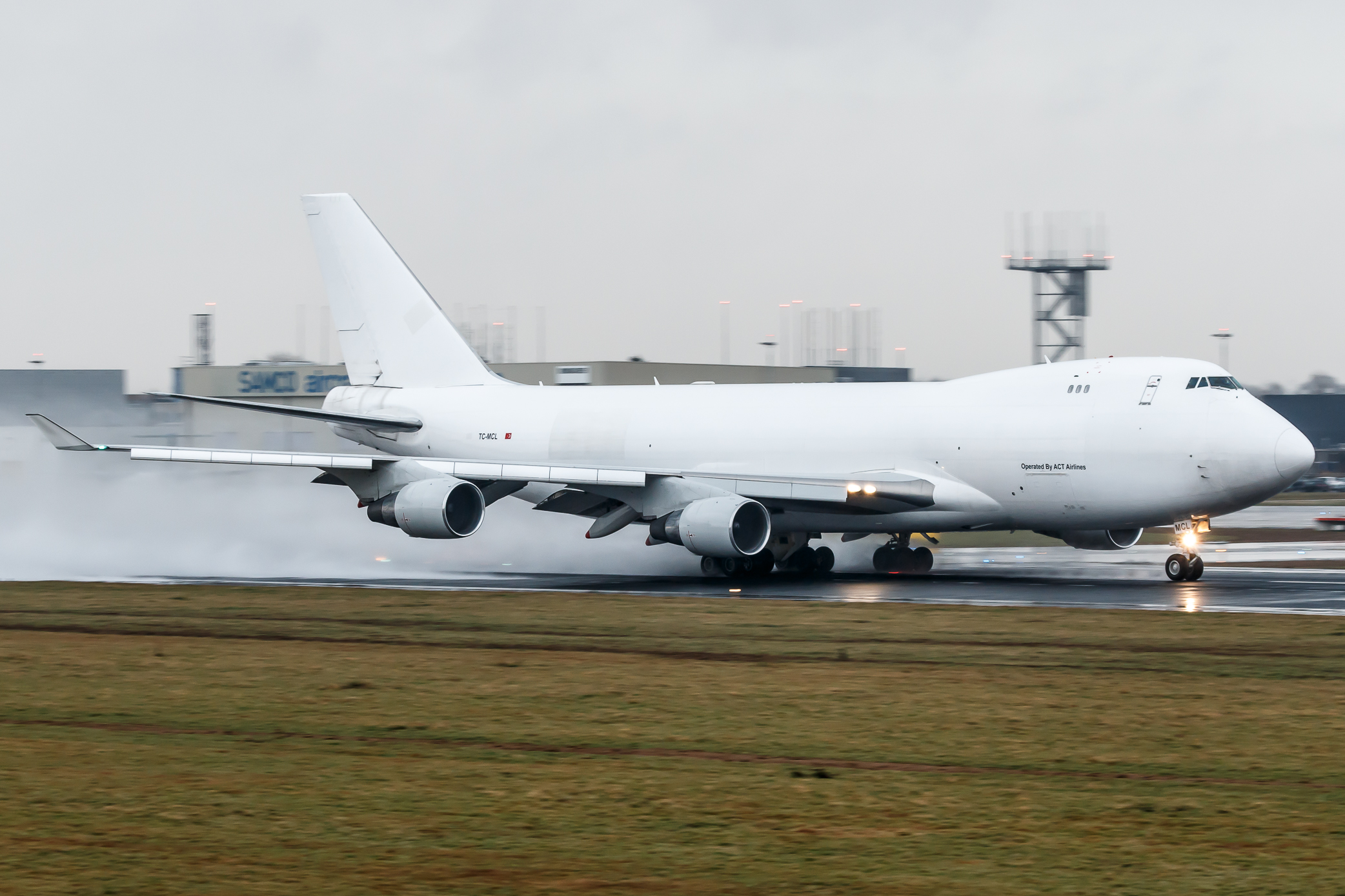
Letadlo na letišti Maastricht Aachen pět dní před nehodou

Šlo o letoun Boeing 747-400F registrovaný jako TC-MCL a výrobního čísla 32897. Letoun byl původně dodán společnosti Singapore Airlines Cargo a k červnu 2016 nalétal celkem více než 45 000 hodin a 8000 cyklů. Jeho poslední údržbářská kontrola C-check byla dokončeno 6. listopadu 2015.
Letoun patřil nákladní společnosti ACT Airlines se sídlem v Istanbulu, která ho získala v roce 2015 a začala používat jménem Turkish Cargo.

## Nehoda
V husté mlze  16. ledna 2017 v 7:19 místního času (01:19 UTC) narazilo letadlo do země nedaleko od konce dráhy 26 Manaského mezinárodního letiště. Podle prvních zpráv letadlo nedosáhlo dostatečnou výšku po přerušeném pokusu o přistání. Narazilo do terénu a zničilo několik domů. Později kyrgyzské  úřady oznámily, že posádka měla v úmyslu přistát a nepokoušela se manévr přerušit. 
Při nehodě zahynulo nejméně 38 lidí, v tom všichni čtyři členové posádky, a 34 obyvatel oblasti ležící asi 2 km západně od letiště.  Mezi mrtvými bylo 17 dětí.
Podle očitých svědků i záchranářů byl pilot při vědomí a seděl ve svém sedadle připoután pásy, ze kterých musel být vystříhán. Sanitka jej převezla do nemocnice.
Na zemi bylo zraněno nejméně patnáct lidí, z toho šest dětí. V místě pádu bylo pobořeno na 23 domů. Letiště bylo po neštěstí uzavřeno a všechny lety zrušeny.

## První reakce
Náměstek předsedy vlády Mukhammetkalyi Abulgaziyev v pozdním dopoledni oznámil, že na místě pracuje více než tisícovka dělníků. Ministr zdravotnictví Talantbek Batyraliyev oznámil, že k 11:46 místního času je na místě neštěstí okolo 56 lékařů a psychologů a 14 posádek ambulancí.
Soustrast vyjádřilo mnoho státních představitelů, mezi jinými prezidenti Ázerbájdžánu, Arménie, Běloruska, Kazachstánu, Moldávie, Ruska, Tádžikistánu, Turecka, Turkmenistánu, Uzbekistánu, stejně jako představitelé  OSN,
papež a prezident České republiky.
Dnem státního smutku v Kyrgyzstánu byl určen 17. leden.

## Vyšetřování
Bezprostředně po nehodě nebyly příčiny nehody zcela zřejmé.

## Po nehodě
V kyrgyzském tisku bylo 17. ledna oznámeno, že ACT Airlines vyjádřily ochotu zaplatit obětem neštěstí odškodnění za majetkovou i nemajetkovou újmu. Citována byla tisková zpráva zveřejněná na webové stránce společnosti, avšak odkazovaná zpráva zmiňuje pouze to, že škody budou uhrazeny z pojištění.

## Podobné nehody
- Nehoda letadla Antonov An-124 v Irkutsku – nákladní letadlo ruských vzdušných sil se zřítilo do hustě obydlené oblasti v Irkutsku
- Let El Al 1862 – nákladní Boeing 747 se zřítil na předměstí Amsterdamu